# Distretto di Tutak
Il distretto di Tutak (in turco Tutak ilçesi) è uno dei distretti della provincia di Ağrı, in Turchia.